# Joannes Gijsen
Joannes Mathijs (Jo) Gijsen (Oeffelt, 7 oktober 1932 – Sittard, 24 juni 2013) was een Nederlands bisschop van de Rooms-Katholieke Kerk.

## Levensloop
Joannes Gijsen werd in 1932 in de Brabantse gemeente Oeffelt geboren. Zijn vader was afkomstig uit het Limburgse Stramproy en werkte daar toen als spoorwegbeambte. Gijsen woonde in zijn jeugd in Sittard, werd intern in het gymnasium, het kleinseminarie van Rolduc in Kerkrade en het grootseminarie in Roermond, waar zijn belangstelling voor kerkgeschiedenis groeide.
Op 6 april 1957 werd Gijsen in Roermond tot priester gewijd door mgr. dr. Guillaume Lemmens. Hij werd gedurende twee jaren kapelaan te Valkenburg en vervolgens godsdienstleraar aan het kleinseminarie, terug in Rolduc. Hij studeerde naast zijn functie theologie en kerkgeschiedenis aan de universiteiten van Bonn en Münster. Gijsen promoveerde in 1964 tot Doctor in de Kerkgeschiedenis en werd, naast het uitoefenen van enkele andere kerkelijke functies, docent aan het grootseminarie te Roermond (1963–1966) en de Academie van Bouwkunst te Maastricht (vanaf 1964).
Daarna mislukten zijn pogingen om een leeropdracht te krijgen aan de universiteit van Münster. Van 1969 tot 1972 was Jo Gijsen rector van het zusterklooster Sint- Elisabethsdal te Nunhem. In een in 1971 gepubliceerde voordracht (De priester en de crisis in de Kerk) uitte hij kritiek op het beleid in de Katholieke Kerk in Nederland sinds het Pastoraal Concilie, toen steeds meer afstand werd genomen van traditionele dogma's, normen en waarden. Gijsens publicatie kreeg de attentie van de Kerkleiding in Rome en zou volgens ingewijden hebben bijgedragen aan zijn benoeming tot bisschop. Volgens kerkhistorici speelde ook de Kring van Reijmersbeek hierbij een belangrijke rol. Deze kring, genoemd naar kasteel Reijmersbeek in het Limburgse Nuth waar de kring werd opgericht, bestond uit een groep invloedrijke Rooms-katholieken: adel, regenten en geestelijken, die zich zorgen maakte over de democratische koers die ook het Limburgse bisdom na het Tweede Vaticaans Concilie ging varen.
Nadat hij was getroffen door twee hartinfarcten, diende Limburgs bisschop mgr. Moors een verzoek in tot ontslag dat eind december '70 door paus Paulus VI werd gehonoreerd. Het bisdom liet daarop weten dat de nieuwe bisschop niet zonder inspraak zou worden benoemd. Kritische gelovigen ontvingen deze mededeling met scepsis, want de aanstelling van de nieuwe Rotterdamse bisschop mgr. Simonis diezelfde maand had voor ongeloof en ontzetting gezorgd.

## Bisschop van Roermond
En ook ditmaal weerhield Rome geen naam uit de voordracht van het kapittel en benoemde op 20 januari 1972 rector Jo Gijsen, uit een lijst met kandidaten van een groep zeer behoudsgezinde, vooraanstaande katholieken. Op 13 februari 1972 werd hij in Vaticaanstad tot bisschop gewijd door de paus. Paulus VI dwong bij die gelegenheid kardinaal Bernardus Alfrink, aartsbisschop van Utrecht, Gijsen in Rome de handen op te leggen, wat volgens Bosmans Alfrinks "zwaarste gang naar Rome" werd. Op 4 maart 1972 vond de inbezitneming van de zetel in de Roermondse kathedraal plaats.

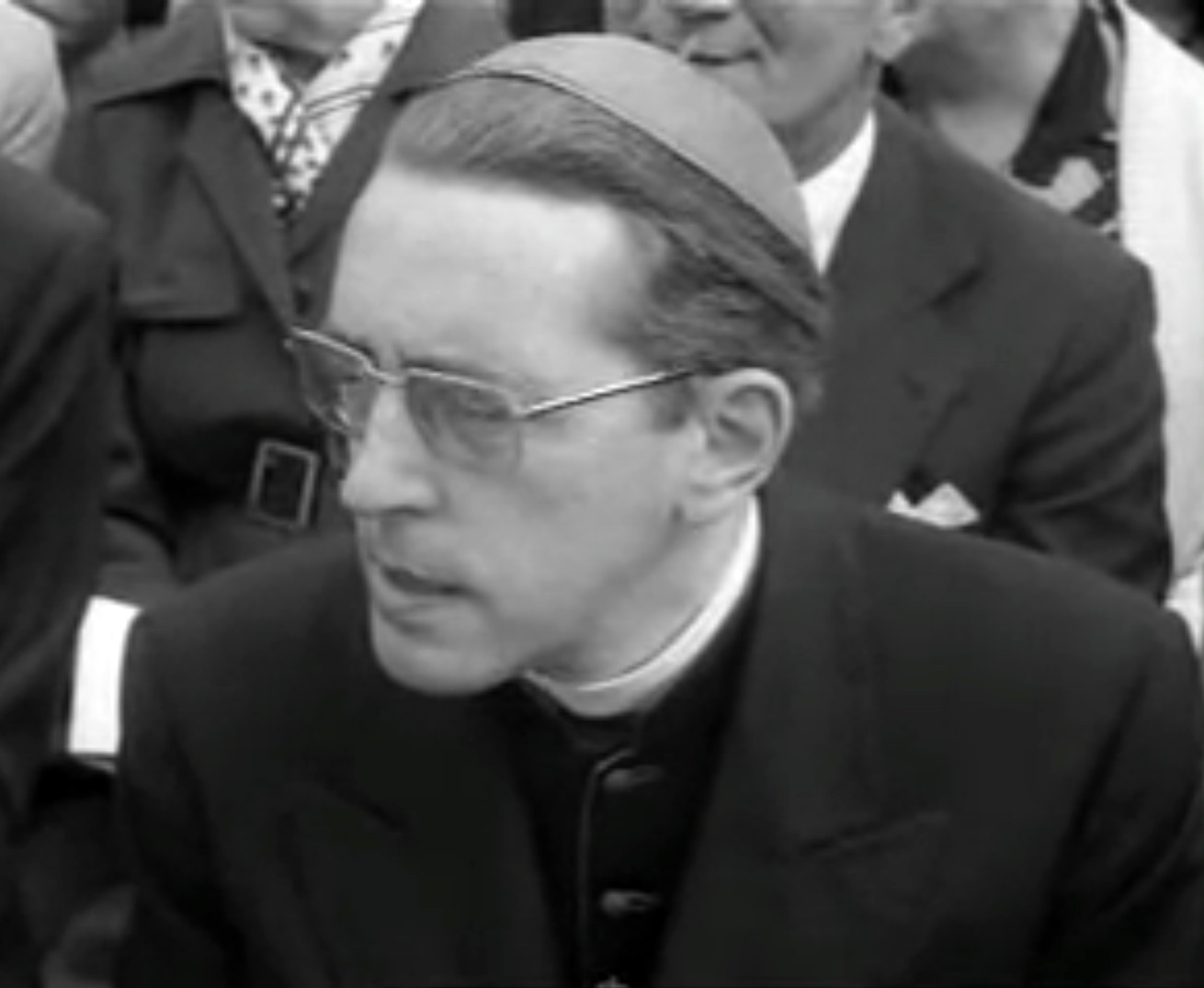
Bisschop Gijsen tijdens de Heiligdomsvaart van 1976 in Maastricht

Als nieuwe bisschop voerde Gijsen de al gemaakte plannen uit om het Limburgse bisdom in lijn met de constituties en decreten van het Tweede Vaticaans Concilie (1962-1965) te brengen. Hij ontwierp een nieuw reglement voor katholieke scholen. Ook werd het protocol aangescherpt. Gijsen hanteerde daarbij een beleidsstijl die door zijn aanhangers als stijlvol, modern en zakelijk werd omschreven, passend bij de Kerk van na het Concilie. In relatief korte tijd wist Gijsen een behoorlijke mate van populariteit op te bouwen onder het behoudende deel van de Limburgse gelovigen. Meer vooruitstrevend ingestelde katholieken joeg hij echter met zijn beleid tegen zich in het harnas.
Zijn benoeming tot bisschop werd gezien als een maatregel van paus Paulus VI om de onrustige Nederlandse kerkprovincie weer meer richting het midden van de wereldkerk te krijgen. Net als de benoeming in 1970 van Simonis tot bisschop van Rotterdam veroorzaakte ook zijn benoeming hevig protest. Gijsen steunde openlijk de Rooms Katholieke Partij Nederland, die tot de jaren 80 bestond.

#### Seminarie Rolduc
In 1974 richtte Gijsen het grootseminarie Rolduc op. Tot die tijd was dit Rolduc een kleinseminarie dat was omgevormd tot seculier Katholiek Gymnasium Rolduc. Rond 1966 hadden de Nederlandse bisschoppen en de priesterordes en -congregaties hun samen ongeveer vijftig seminaries gesloten en vervangen door vijf theologische hogescholen. Het door zijn voorganger opgerichte Hogeschool voor Theologie en Pastoraat in Heerlen werd door Gijsen niet erkend en te modern bevonden. Bovendien weigerde hij alumni van de opleiding tot priester te wijden. Rolduc verschafte in de periode tussen haar ontstaan en 2004, dertig jaar later, de opleiding aan 180 priesters, onder wie de latere aartsbisschop Eijk, de bisschoppen Punt (bisdom Haarlem-Amsterdam), Jan Hendriks (bisdom Haarlem-Amsterdam) en hulpbisschop De Jong (bisdom Roermond). De bisschoppen Hans van den Hende (Rotterdam) en Gerard de Korte (Groningen-Leeuwarden) werden aan het begin van de 21e eeuw overigens van buiten de kring van Gijsen aangetrokken.

#### Stein
In Stein ontstond er een conflict tussen Gijsen en een groep traditionalistische rooms-katholieken rond de familie Meuleberg en de mystica en zieneres Bertha Meuleberg, die gezamenlijk een nieuwe kapel wilden laten inwijden. Bisschop Gijsen wilde deze kapel niet inzegenen omdat dat als een kerkelijke bevestiging zou kunnen worden opgevat van de genezing van de zieneres, van het bloedende kruis en van de stigmata. In 1976 verbood hij dan ook de gelovigen deel te nemen aan erediensten en de inwijding door de Franse aartsbisschop-emeritus Marcel Lefebvre van de lokale kapel van het Heilig Lijden van Christus, waar de Tridentijnse ritus bewaard bleef. Gelovigen die gehecht waren aan deze ritus verklaarden daarop in De Limburger "geen cent" meer om het bisdom van Gijsen te geven. Lefebvre diende in de kapelnieuwbouw te Stein het vormsel volgens de klassieke Romeinse ritus meerdere jaren toe, onder grote belangstelling van de lokale pers. Tot een langdurige scheuring met een significant aantal conservatieve katholieken kwam het onder Gijsen echter niet.

#### Roze Zaterdag

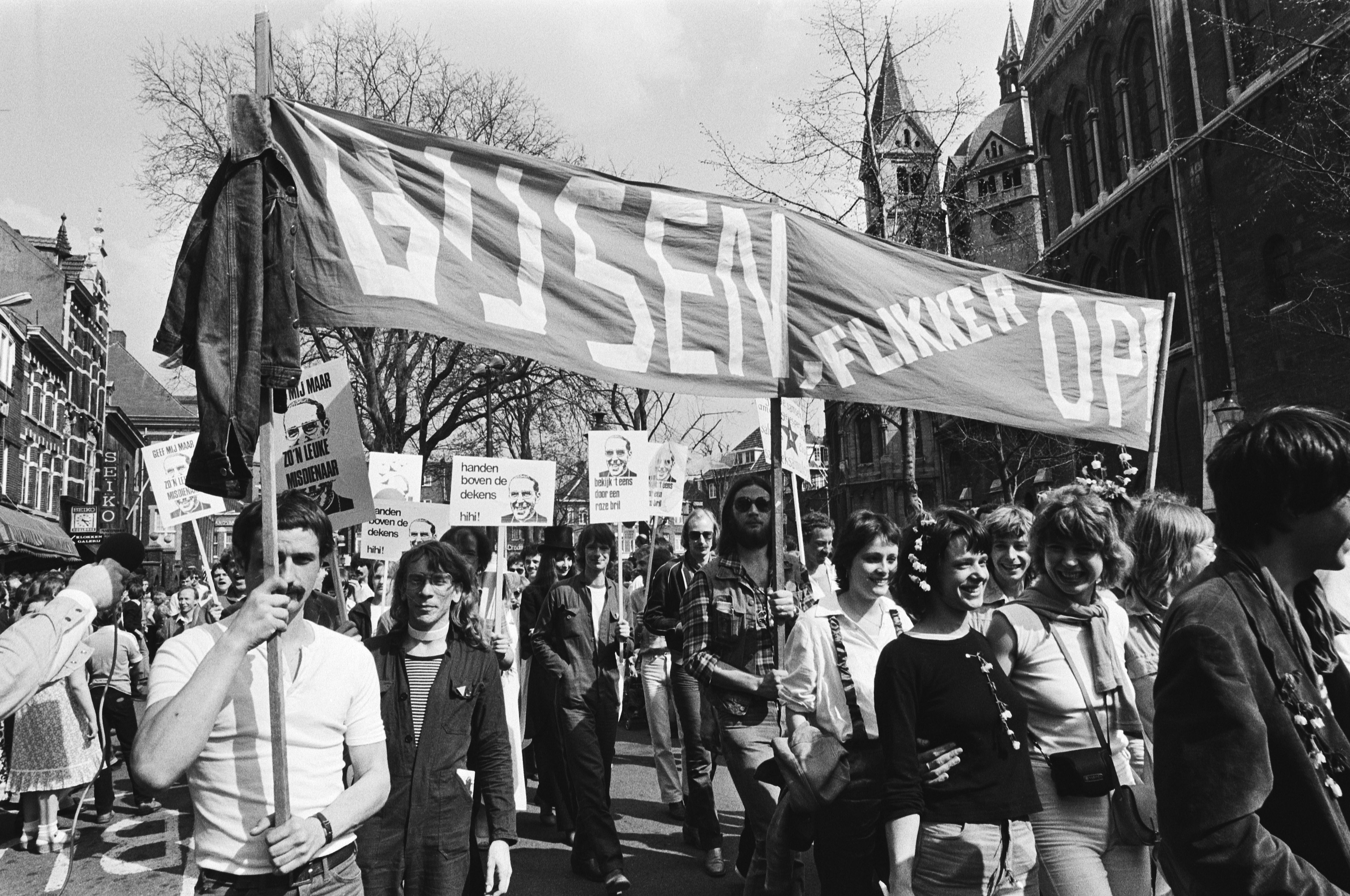
Homoseksuelen demonstreren in 1979 in Roermond tegen uitlatingen van bisschop Gijsen. Op het spandoek staat te lezen: "Gijsen flikker op"

Roze Zaterdag is een begrip geworden in de homoscene. Op Paaszaterdag 14 april 1979 werd deze naam voor het eerst gebruikt voor een protestmars in Roermond tegen bisschop Gijsen. Aanleiding was een interview van de bisschop met het tijdschrift Elsevier in januari 1979, waarin felle uitspraken werden gedaan jegens homo's. Duizenden mensen, homo's en tegenstanders van bisschop Gijsen, liepen door het centrum van de Limburgse Bisschopsstad met slogans als 'Gijsen, flikker op!' om aan het eind een petitie met 8000 handtekeningen af te geven aan het bisschoppelijk paleis in de binnenstad. Sindsdien is Roze Zaterdag in Nederland een jaarlijks terugkerend evenement in steeds een andere stad.

#### Missiebureau Roermond
Gedurende deze periode ontstond ook een controverse rond verscheidene Limburgse missie-organisaties. Het Bureau voor Internationale Solidariteit in Roermond had zich in 1983 kennelijk opgeworpen als het Limburgse steunpunt van het Komitee Kruisraketten Nee, waarin naast het IKV ook de PPR, de CPN en andere linkse partijen zaten. Dit bleek uit de telefoonnummers op de pamfletten van het kruisrakettencomité. De latere voorzitter van Pro Ecclesia et Pontifice (=Voor Kerk en Paus), mevrouw Mr. Erica Schruer, gaf die informatie door aan het Katholiek Nieuwsblad. Gijsen had er bovendien bezwaar tegen dat het ingezamelde geld ook gebruikt werd voor projecten die niet de missie centraal stelden, maar sociale en emanciperende doelen, zonder dat de Kerk er nadrukkelijk bij betrokken was, naast projecten van bevrijdingstheologen in Zuid-Amerika. Hij had er ook moeite mee dat veel participanten van de Acht Meibeweging actief waren in organisaties voor ontwikkelingssamenwerking. Dit was voor hem reden om de relaties met de bestaande missie-organisaties in Limburg op een laag pitje te zetten.
Nadat Gijsen deze organisaties herhaaldelijk veroordeeld had, richtte hij een eigen missiebureau op, dat tot op de huidige dag actief is. Het splitsen van de katholieke ontwikkelingssamenwerking door oprichting van dit missiebureau leverde de bisschop herhaaldelijk kritiek op, ook via regionale kranten als De Limburger en landelijke media. Tijdens de Bijzondere Synode in 1980 heeft Gijsen op aandringen van zijn medebisschoppen een document ondertekend waarin hij beloofde de eenheid met de missieorganisaties te herstellen. Dit herstel is echter tot en met zijn vertrek nooit van de grond gekomen.

#### Aftreden en opvolging
In 1993 trad Gijsen op dringend advies van zijn arts - volgens wie de kans op een collaps zeer groot was - af als bisschop van Roermond en trok zich terug in een klooster te Walpersdorf (Oostenrijk). Volgens het Katholiek Nieuwsblad kan op de achtergrond de zaak van de conrector van zijn priesteropleiding, die publiekelijk beschuldigd was van een homoseksuele verhouding met een (overigens reeds oudere, lang volwassen) seminarist, hier ook een rol in gespeeld hebben. Volgens sommigen zou Gijsen door de toestand op zijn seminarie de steun van het Vaticaan ontvallen zijn. Zelf heeft hij dit altijd ontkend. Gijsen werd opgevolgd door mgr. F.J.M. Wiertz, die hem bij zijn installatie-mis beschreef als degene die in het bisdom de priesters hun identiteit had teruggegeven.

### Titulair bisschop van Maastricht
Van 1993 tot 1996 was Gijsen titulair bisschop van Maastricht. In deze periode was hij rector van een zusterklooster in voornoemd Walpersdorf.

### Bisschop van Reykjavik
Gijsen werd op 12 oktober 1995 benoemd tot apostolisch administrator van het bisdom Reykjavik en op 25 mei 1996 tot bisschop van Reykjavik in IJsland, waar ongeveer 9000 personen (=3% van de bevolking) katholiek zijn en waar elf priesters werken. Zijn kathedraal was de uit 1929 daterende Landakotskirkja. Hij werd daarmee na Hendrik Hubert Frehen (1917-1986) de tweede Limburgse bisschop van IJsland. In november 2012 maakte de IJslandse onderzoekscommissie naar misbruik in de Katholieke Kerk, onder leiding van Hjördís Hákonardóttir, bekend dat Gijsen in zijn periode als bisschop een brief over seksueel misbruik heeft vernietigd. Gijsen reageerde hierop door te schrijven dat de brief slechts om een vermoeden ging en dat de briefschrijver en hijzelf samen hadden besloten de brief te vernietigen.

### Emeritaat en overlijden
Gijsen ging op 30 oktober 2007, de maand waarin hij 75 werd, met emeritaat. Als bisschop van Reykjavík werd hij opgevolgd door de Zwitserse hulpbisschop Pierre Bürcher. Gijsen keerde terug naar Nederland, en nam in Sittard de zielzorg van de zusters karmelietessen aan de Kollenberg op zich. Op 24 juni 2013 overleed de bisschop in Sittard op 80-jarige leeftijd na een lang ziekbed. Hij leed aan een ongeneeslijke vorm van kanker. Gijsens uitvaart vond plaats op 29 juni van dat jaar in de Roermondse Sint-Christoffelkathedraal. Hij kreeg zijn laatste rustplaats op het kloosterkerkhof van diezelfde zusters karmelietessen.

## Klachten aangaande seksueel misbruik en eerherstel

### Privé
Begin 2014, ruim een half jaar na de dood van Gijsen, heeft de klachtencommissie inzake seksueel misbruik binnen de Rooms-Katholieke Kerk twee klachten die eerder waren afgewezen tegen Gijsen alsnog gedeeltelijk gegrond verklaard. Ze oordeelde dat twee klachten voor wat betreft ontucht met minderjarige jongens voldoende gegrond waren, de verdergaande gedeelten van de twee klachten zouden echter onvoldoende door steunbewijs gestaafd zijn. Het  bisdom Roermond stelde zich achter het oordeel van de commissie dat misbruik aannemelijk is en betuigde spijt daarover. Bij vonnis van 18 april 2018 besloot de rechtbank Gelderland evenwel dat de oordelen van de commissie onzorgvuldig tot stand waren gekomen. De rechtbank liet zich niet uit over de schuld of onschuld van Gijsen. Wel wordt geconcludeerd dat in zijn zaken elementaire rechtsbeginselen zijn geschonden. Zo handelde de klachtencommissie in strijd met eigen regels, deed ze onvoldoende feitenonderzoek en ontbrak wederhoor. Een belangrijk verwijt van de rechtbank is dat de klachtencommissie genoegen heeft genomen met te karig bewijs. Eén klacht tegen Gijsen werd gegrond verklaard omdat er ook een andere, onbewezen klacht tegen de oud-bisschop was. De rechtbank vindt dat niet genoeg reden om een eerder afgewezen klacht alsnog ‘aannemelijk’ te achten. Omdat door het overlijden van de bisschop een rechtsgang voor eerherstel door de bisschop zelf niet meer mogelijk was, werd het proces aangespannen door de Stichting Sint Jan voor eerlijk proces.

### Bestuurlijk
- Gijsen plaatste in 1972 een kapelaan die kinderen in Maastricht had misbruikt over. De man ging echter opnieuw in de fout: twaalf personen meldden dat zij tussen 1965 en 1991 door hem waren misbruikt.[25]
- Gijsen plaatste een pastoor in Maastricht "om gezondheidsredenen" over naar Banholt. Hij had zich daar vergrepen aan een misdienaar.[25]
- Gijsen benoemde in 1991 de voormalige pastoor van Reuver-Offenbeek tot pastoor van Grashoek. De man was veroordeeld wegens ontucht met een meisje.[25]
- Gijsen liet dossiers over probleemgevallen vernietigen.[25]

## Onderscheidingen
- Ridder in de Orde van de Nederlandse Leeuw.[26]
- Drager van de Orde van de Valk van IJsland.[26]
- Drager Grootkruis van de Heilige Militaire Constantijnse Orde van Sint-Joris.[26]

## Werk
- Nikolaus Heyendal, 1658–1733: Abt von Rolduc und seine Stellung zum Jansenismus (1964; dissertatie in twee delen)
- Joannes Augustinus Paredis (1795–1886): bisschop van Roermond en het Limburg van zijn tijd (1968)
- Skizze der Geschichte des Katholizismus in Holland, in: Exempel Holland (1972)
- Bereidt de weg des Heren: verkondiging en overdenking van waarheden en waarden die blijven (1977; samen met Jan Spanjaard)
- Zekerheid en vrede: katholiek geloofsboek (1978)
- Vertrouwen op God in Christus, onze Verlosser: aan de hand van Johannes de Doper en de Moedermaagd Maria (vier adventsoverwegingen) (1979)
- Maria moeder en voorbeeld: van en voor de kerk, van en voor de priesters, van en voor de gehuwden (1980)
- Ons is een kind geboren (Jes. 9, 5): vrede met God in eigen hart met alle mensen van goede wil (1980)
- Wat moet dat toch met die kerk?: jouw kerk, mijn kerk, onze kerk, Gods kerk (1981)
- Bereidt de weg des Heren: verkondiging en overdenking van waarheden en waarden die blijven (1982; gesproken boek, samen met Jan Spanjaard)
- Missie is: de harten openen voor God (1982)
- In Gods naam: spiritualiteit en levenshouding van de priester (1983)
- Zeg "ja" tegen hét leven: Jezus Christus (1984)
- Omgaan met het leven: katholiek zicht op menselijk leven en samen-leven (1985)
- Het is de waarheid die vrij maakt: pleidooi voor een christelijke ethiek (1986)
- Jezus volgen!: Jezus' levensverhaal overdacht met jongeren en verteld voor jongeren (1986)
- Maria: hét voorbeeld van de verloste mens (1987)
- Katholiek onderwijs: illusie of toekomstperspectief (1989)
- In het spoor van Maria (1991)
- Jezus vinden (1992)